# Ловелл (Огайо)
Ловелл (англ. Lowell) — селище (англ. village) в США, в окрузі Вашингтон штату Огайо. Населення — 565 осіб (2020).

## Географія
Ловелл розташований за координатами 39°31′46″ пн. ш. 81°30′27″ зх. д. / 39.52944° пн. ш. 81.50750° зх. д. (39.529398, -81.507561).  За даними Бюро перепису населення США в 2010 році селище мало площу 0,61 км², з яких 0,59 км² — суходіл та 0,02 км² — водойми.

## Демографія
Згідно з переписом 2010 року, у селищі мешкало 549 осіб у 248 домогосподарствах у складі 157 родин. Густота населення становила 896 осіб/км².  Було 289 помешкань (472/км²).
Расовий склад населення:
| - 98,7 % — білих - 0,4 % — чорних або афроамериканців |

До двох чи більше рас належало 0,7 %. Частка іспаномовних становила 0,4 % від усіх жителів.
За віковим діапазоном населення розподілялося таким чином: 22,6 % — особи молодші 18 років, 54,6 % — особи у віці 18—64 років, 22,8 % — особи у віці 65 років та старші. Медіана віку мешканця становила 45,2 року. На 100 осіб жіночої статі у селищі припадало 84,8 чоловіків;  на 100 жінок у віці від 18 років та старших — 80,9 чоловіків також старших 18 років.
Середній дохід на одне домашнє господарство  становив 48 264 долари США (медіана — 36 438), а середній дохід на одну сім'ю — 59 172 долари (медіана — 49 167). Медіана доходів становила 46 250 доларів для чоловіків та 30 278 доларів для жінок. За межею бідності перебувало 14,0 % осіб, у тому числі 20,5 % дітей у віці до 18 років та 9,1 % осіб у віці 65 років та старших.
Цивільне працевлаштоване населення становило 187 осіб. Основні галузі зайнятості: освіта, охорона здоров'я та соціальна допомога — 21,9 %, роздрібна торгівля — 19,8 %, виробництво — 11,8 %, транспорт — 7,0 %.